# Hermann Peter Piwitt
Hermann Peter Piwitt (* 28. Januar 1935 in Wohldorf bei Hamburg) ist ein deutscher Schriftsteller.

## Leben
Hermann Peter Piwitt – Sohn eines Beamten – wuchs in Frankfurt am Main auf. Nach dem Abitur studierte er Soziologie, Philosophie und Literaturwissenschaft an den Universitäten in Frankfurt am Main, München und Berlin. Starken Einfluss übten die akademischen Lehrer Theodor W. Adorno und Walter Höllerer auf ihn aus. In Frankfurt freundete sich Piwitt mit der Fotografin Abisag Tüllmann an.
In den Jahren 1967 und 1968 arbeitete Piwitt als Lektor im Rowohlt-Verlag in Reinbek bei Hamburg; 1968 begann seine Mitarbeit an der Zeitschrift konkret. Seit 1969 lebt er als freier Schriftsteller, dessen Essays auch in Zeitschriften wie Akzente und Sprache im technischen Zeitalter erschienen, in Hamburg.
Piwitt, der Mitglied des PEN-Zentrums Deutschland ist, erhielt 1968 den Förderungspreis Literatur zum Kunstpreis Berlin und 1971/72 ein Villa-Massimo-Stipendium. 1973 wurde er Writer in residence
an der University of Warwick in England und hatte diese Stelle bis 1974 inne. 1976 erhielt er einen Lehrauftrag an der Universität Bremen. 1999 war er Writer in residence an der University of Wales in Swansea.
Der Gesellschaftskritiker Hermann Peter Piwitt ist mit Essays zu politischen Themen hervorgetreten; seine erzählerischen Werke beleuchten vor allem die Zustände in der Bundesrepublik Deutschland und in Italien.

## Werke
- Herdenreiche Landschaften. Zehn Prosastücke. Reinbek bei Hamburg 1965.
- Das Bein des Bergmanns Wu. Essays. Fischer Taschenbuch Verlag, Frankfurt am Main 1971, ISBN 3-596-25968-1.
- Rothschilds. Roman. Reinbek bei Hamburg 1972.
- Boccherini und andere Bürgerpflichten. Essays. Reinbek bei Hamburg 1976.
- Die Gärten im März. Roman. Reinbek bei Hamburg 1979.
- Deutschland. Versuch einer Heimkehr. Roman. Hamburg 1981.
- Die Umseglung von Kap Hoorn durch das Vollschiff Susanne 1909 in 52 Tagen. Essays. Konkret Literatur Verlag, Hamburg 1985, ISBN 3-922144-43-8.
- Der Granatapfel. Roman. Hoffmann und Campe, Hamburg 1986, ISBN 3-455-05951-1.
- Die Passionsfrucht. Roman. Reinbek bei Hamburg 1993.
- Ein unversöhnlich sanftes Ende. Roman. Reinbek bei Hamburg 1998.
- Steinzeit. Notate zur Nacht 1989–2002. Tagebuchaufzeichnungen. Revonnah Verlag, Hannover 2003, ISBN 3-934818-18-8.
- Jahre unter ihnen. Roman. Göttingen 2006, ISBN 3-8353-0082-2.
- Heimat, schöne Fremde. Geschichten und Skizzen. Wallstein-Verlag, Göttingen 2010, ISBN 978-3-8353-0621-9.
- Erbarmen. Novelle. Wallstein-Verlag, Göttingen 2012, ISBN 978-3-8353-1043-8.
- Lebenszeichen mit 14 Nothelfern. Geschichten aus einem kurzen Leben. autobiographischer Rückblick. Wallstein-Verlag, Göttingen 2014, ISBN 978-3-8353-1379-8.
- Sommer mit Waschbär. Novelle. Göttingen 2015, ISBN 978-3-8353-1678-2.
- Drei Freunde. Erzählungen. Göttingen 2017, ISBN 978-3-8353-1979-0.

## Herausgeberschaft
- mit Miodrag Vukic: Jugoslawische Erzähler der Gegenwart. Anthologie. Stuttgart 1962.
- mit Peter Rühmkorf: Das Vergehen von Hören und Sehen. Reinbek bei Hamburg 1976.
- mit Roman Ritter: Die siebente Reise. München 1978.
- mit Susann Henschel: Des Wassers Überfluss – Von Brunnen, Quellen und schönen Wassern. Gedichte. Philipp Reclam jun., Stuttgart 2006, ISBN 3-15-018450-9.

## Übersetzungen
- mit Miodrag Vukic: Miodrag Bulatović: Die Liebenden. München 1962.
- mit Miodrag Vukic: Miodrag Bulatovic: Der rote Hahn fliegt himmelwärts. München 1960.
- mit Miodrag Vukic: Miodrag Bulatovic: Der Schwarze. München 1963.

## Beiträge in Zeitschriften
- Chronik und Protokoll (über Uwe Johnson: Das dritte Buch über Achim.) In: Sprache im technischen Zeitalter. Nr. 1, 1961, S. 83–86.
- Atavismus und Utopie des 'ganzen' Menschen. Bemerkungen zum Wildwestroman. In: Sprache im technischen Zeitalter. Nr. 3, 1962, S. 199–206.